# Klassifikation nach Schwarzbach
Die Klassifikation nach Schwarzbach ist eine medizinische Klassifikation zur Einteilung von Sarkomen der Weichteilgewebe, die von Matthias Schwarzbach entwickelt wurde. Handelt es sich um eine sekundäre Gefäßbeteiligung bei Tumoren, die nicht von Blutgefäßen ausgehen, weist dies auf ein fortgeschrittenes lokales Tumorwachstum hin. Die Klassifikation dient zur besseren Einschätzung der Operabilität. So kann, je nachdem wie weit das Sarkom die Arterien und Venen umschließt, entschieden werden, ob gefäßrekonstruktive Maßnahmen erforderlich sind. Die Klassifizierung ist sowohl bei retroperitonealen Weichgewebesarkomen als auch bei Sarkomen der Extremitäten anwendbar. Die Klassifikation nach Sweiti/Schwarzbach teilt Extremitätensarkome nach der Beteiligung der Stammnerven ein.

## Schwarzbach-Kriterien
Nach Schwarzbach werden Sarkome hinsichtlich der Beteiligung von Stammgefäßen klassifiziert. Dabei geht es darum, wie Blutgefäße durch das Sarkom betroffen sind:

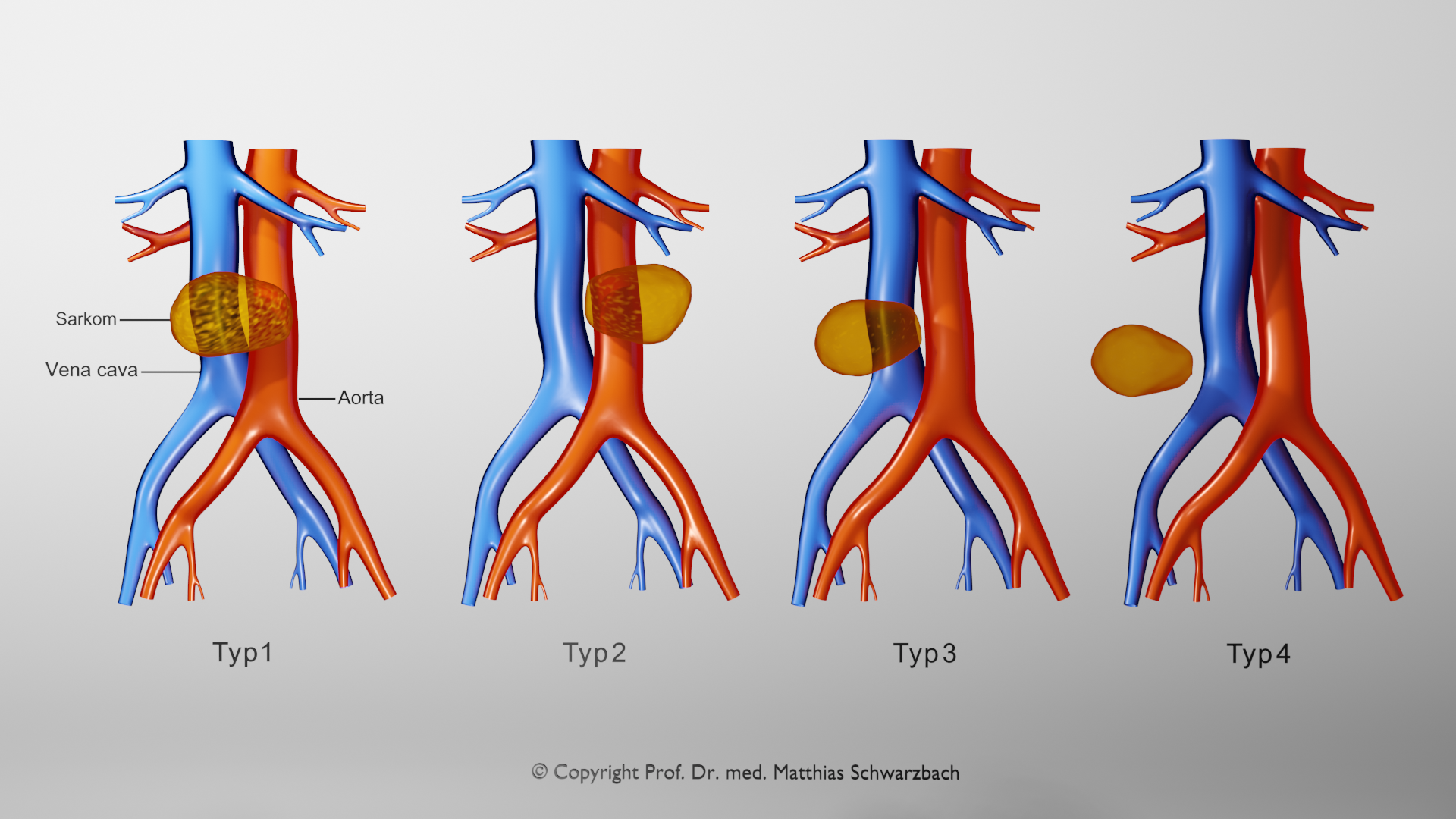
Die 4 Schwarzbach_Kriterien

- Typ I: Arterie und Vene sind befallen.
- Typ II: Nur die Arterie ist betroffen.
- Typ III: Nur die Vene ist betroffen.
- Typ IV: Das Sarkom liegt in Gefäßnähe ohne die Gefäße einzubeziehen.

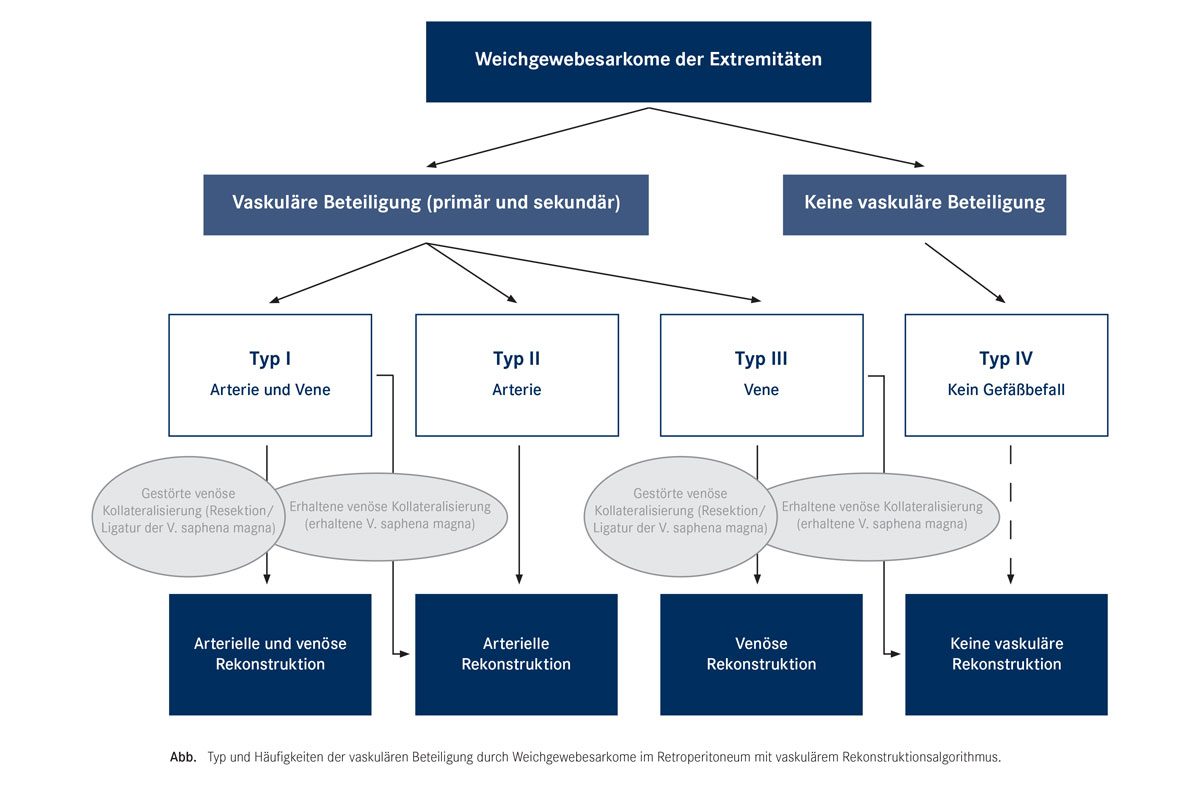
Weichgewebesarkome der Extremitäten

## Chirurgisches Vorgehen bei retroperitonealen Sarkomen je nach Gefäßbeteiligung
Bereits 1991 wurde die prinzipielle Vorgehensweise beim retroperitonealen Sarkom charakterisiert. Trotz multimodalem Behandlungskonzept bleibt die Radikalität und die Qualität des chirurgischen Eingriffs die entscheidende Faktoren der nachhaltigen lokalen Tumorkontrolle und die einzige Möglichkeit auf Heilung.
Laut den ESMO Guidelines (2018) ist die Standardbehandlung der primären Läsion die en-bloc-Operation als komplette makroskopische Kompartmentresektion.
Als „großer Spatenstich“ wird das gesamte umgebende Gewebe des Sarkoms in einem einzigen Block herausgeschnitten, teilweise inklusive Dickdarm, einem Teil des Dünndarmes, der Niere, des Harnleiters, der Nebenniere, Anteile der Bauchspeicheldrüse, der Milz, des Zwerchfells, des Magens oder der Leber sowie der umgebenden Muskulatur, auch ohne sichtbare Infiltrierung. Diese schweren Operationen sollten bei einem Spezialisten durchgeführt werden.
Bei Blutgefäßbeteiligung Typ I und III nach Schwarzbach sollten die Aorta und die Arteria iliaca en bloc reseziert und durch Gefäßprothesen mit einem Sicherheitsabstand ersetzt werden. Bei Typ I und III sollte bei Beteiligung der Vena cava inferior und der iliakalen Gefäße eine venöse Rekonstruktion angewendet werden. Bei Typ IV nach Schwarzbach können die Gefäße verbleiben, wenn eine subadventitielle Dissektion der Gefäßwand durchgeführt wird.

## Chirurgisches Vorgehen bei Sarkomen der Extremitäten je nach Gefäßbeteiligung
Weichgewebesarkome sind am häufigsten im Bereich der Extremitäten lokalisiert. Ziel der chirurgischer Intervention ist das vollständige Entfernen des Tumors mit ausreichendem Sicherheitsabstand bei größtmöglichem Funktionserhalt der Extremität. Eine weite Resektion mit R0-Status ist der Standard. Der minimale Sicherheitsabstand hängt von verschiedenen Faktoren wie histologischem Subtyp, präoperativen Therapien und anatomischen Barrieren ab.
Schwarzbach hat auch die Gefäßbeteiligung für die Extremitätensarkome analog der retroperitonealen Sarkome beschrieben. Bei Typ I und II werden die arteriellen Stammgefäße mit einem adäquaten Sicherheitsabstand ersetzt. Bei Typ I und III sollte eine venöse Rekonstruktion durchgeführt werden. Bei Typ IV sollte wie bei den retroperitoneale Sarkomen die subadventitielle Dissektion in der Gefäßwand erfolgen.